# Давутели
Давутели (на турски: Davuteli) е село в Източна Тракия, Турция, Вилает Родосто.

## География
Селото се намира на 28 километра северно от Малгара.

## История
В XIX век Давутели е гръцко село в Малгарска кааза в Одринския вилает на Османската империя. Според „Етнография на вилаетите Адрианопол, Монастир и Салоника“, издадена в Константинопол в 1878 година и отразяваща статистиката на населението от 1873 година, Даутили (Daoudili) има 102 домакинства и 484 жители гърци.
Според статистиката на професор Любомир Милетич в 1912 година в Давудъ-Али живеят 100 гръцки семейства.